# Dark Beast
 (avril 2022).
- Si vous ne connaissez pas le sujet, laissez ce bandeau (vous pouvez alors contacter les auteurs).
- Si vous supprimez le contenu mis en cause (vous pouvez préalablement contacter les auteurs),

argumentez précisément cette suppression dans la page de discussion
(un manque de référence n'est pas un argument ; une recherche réelle de référence doit avoir été effectuée, être formellement documentée).
 (avril 2022).
Henry « Hank » McCoy, alias Dark Beast (parfois appelé Black Beast) est un super-vilain évoluant dans l'univers Marvel de la maison d'édition Marvel Comics. Créé par le scénariste Scott Lobdell et le dessinateur Roger Cruz (en), le personnage de fiction apparaît pour la première fois dans le comic book X-Men Alpha en 1995.
Le personnage est décrit comme une version diabolique provenant d'une réalité alternative du personnage du Fauve (le docteur Hank McCoy), un des héros mutants des X-Men. « Beast » est le nom original du Fauve ; pourtant, le nom « Dark Beast » n'a pas été traduit en français.
Dans la réalité alternative de l'Ère d'Apocalypse (Terre-215), McCoy était un scientifique fou qui a mis en œuvre des expériences cruelles du tyran Apocalypse. C'est un des rares personnage à avoir survécu à l’Ère d'Apocalypse et à intégrer la réalité Marvel principale (Terre-616), où il a continué ses expériences contraires à l'éthique.

## Biographie du personnage

### Origines
Dans la réalité alternative où le mutant Apocalypse domine l'humanité, le docteur Hank McCoy travaille pour Mister Sinistre. Cruel et vicieux, McCoy prend du plaisir à torturer et faire des expérimentations sur ses cobayes. Il se soumet lui-même à des expériences, gagnant une apparence simiesque. Tout mutant qu'il juge peu intéressant finit en composants génétiques pour créer l'armée d'Infinis, les soldats d'Apocalypse.
Dans cette réalité, McCoy est à l'origine des expériences menées sur Blink et Jamie Madrox, de la transformation des enfants de Puissance 4 en monstrueuse créatures, et de celle de Némésis en Holocauste.

### Parcours
À la fin de l'Ère d'Apocalypse, Dark Beast s'échappe de sa réalité à travers le Cristal M'Kraan. Touché par Vif-Argent, il atterrit 20 ans dans le passé, quand la réalité reprend son cours. Il y rencontre la jeune Emma Frost, qui l'aide à retrouver ses souvenirs.
Il est à l'origine de la formation de la communauté des Morlocks.
Apprenant l'existence du vrai McCoy (le Fauve), il attend patiemment, puis l’enlève pour prendre sa place (utilisant un colorant pour avoir la même couleur de fourrure que lui). Il tue certains amis et anciens professeurs de McCoy pour ne pas se faire repérer, mais ne peut se résoudre à tuer ses parents. Lors de la saga Onslaught, il s'allie à ce dernier.
Découvert par les X-Men, il s'enfuit à Génosha. Amnistié, il y aide le Professeur Xavier, puis garde un profil bas.
On le revoit dans l'arc narratif Endangered species, quand le véritable Fauve demande son aide pour trouver un remède contre le M-Day, à Neverland. Lors de leur recherche, ils sont amenés à rendre visite à la famille Guthrie, comprenant plusieurs enfants mutants. À l'insu du Fauve, Dark Beast empoisonne un des enfants non-mutants. Les deux Fauves s’affrontent et Dark Beast finit assommé par Henry Guthrie.
Se terrant et pratiquant des expériences au hasard de ses envies, il est contacté par Norman Osborn pour rejoindre les Dark X-Men, participe à la bataille d'Utopia et assiste au retour de Nate Grey (le mutant X-Man).

## Pouvoirs et capacités
Dark Beast est un mutant, copie conforme du docteur Henry McCoy (le Fauve) avant qu'il ne subisse sa mutation féline. Il possède une force, une endurance, une agilité, des réflexes et une résistance surhumaine mais n'est toutefois pas aussi fort que la version de la réalité Terre-616 (celle du Fauve), car il ne s'est pas entraîné et a environ 20 ans de plus que le docteur McCoy.
Il possède des oreilles pointues, des crocs et des griffes acérés, et sa peau est recouverte d’une fourrure grise, tirant parfois vers le bleu
En complément de ses pouvoirs, c'est un génie scientifique ayant focalisé ses travaux sur la recherche en génétique, alors que le Fauve possède des connaissances beaucoup plus variées. Il est expert dans les manipulations, les expérimentations, les altérations, les mutations et les combinaisons génétiques.
- Dark Beast possède une force surhumaine lui permettant de soulever (ou d’exercer une pression équivalente à) environ 10 tonnes. Avant ses expériences sur lui-même, sa mutation lui permettait de soulever environ 1 tonne[1].
- Il est capable de faire des sauts de plus de 7,60 m en longueur et peut courir à une vitesse de 40 km/h pendant une demi-heure avant de commencer à éprouver de la fatigue[1].
- Ses réflexes sont deux fois plus rapides par rapport à un homme normal. Sa vision, son odorat et son ouïe sont comparables à ceux d’un loup et il possède une vision dans le spectre infrarouge[1].
- Ses griffes peuvent lacérer la chair et le bois léger[1].
- Il possède un facteur guérisseur qui lui permet de récupérer rapidement de blessures légères[1].
- Il peut aussi sécréter des phéromones capables d’attirer les membres du sexe opposé[1].
- Il est devenu capable de déchiffrer le code génétique d'une autre personne en goûtant son sang[1].
- Du fait de ses différentes expériences, il vieillit plus lentement que la normale[1].

Il améliore sans arrêt son matériel génétique par des expériences continuelles. Ses capacités varient en permanence.